# Teretrius doddi
Teretrius doddi är en skalbaggsart som beskrevs av Blackburn 1903. Teretrius doddi ingår i släktet Teretrius och familjen stumpbaggar. Inga underarter finns listade i Catalogue of Life.